# Управление проектами
Управление проектами — деятельность по решению задач и достижению поставленных целей проекта. Управление проектами является частью системы менеджмента предприятия.
Согласно PMBOK, управление проектами есть применение знаний, навыков, инструментов и техник при выполнении проектной деятельности для достижения требований проекта и запланированных результатов. Проектные команды могут достигать результатов, используя широкий перечень подходов (предиктивный, гибридный, адаптивный).
В основе современных методов управления проектами лежат методики структуризации работ и сетевого планирования, разработанные в конце 1950-х годов в США.

## Классическая форма тройственной ограниченности
Тройственная ограниченность описывает баланс между объёмом работы, стоимостью, временем и качеством. Качество было добавлено позже, поэтому изначально именована как «тройственная ограниченность».

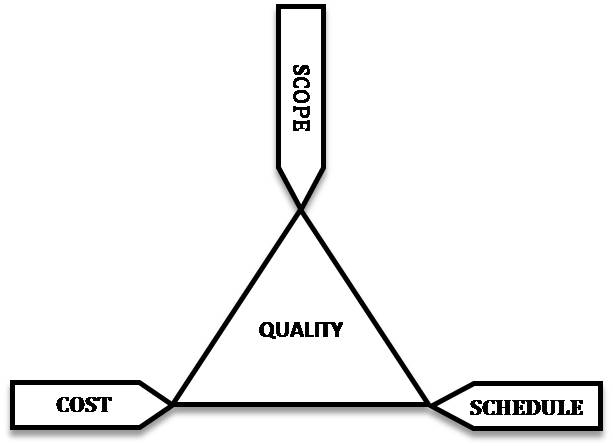
The Project Management Triangle

Как того требует любое начинание, проект должен протекать и достигать финала с учётом определённых ограничений. Классически эти ограничения определены как объём работы, время и стоимость. Они также относятся к Треугольнику Управления проектами, где каждая его сторона представляет ограничение. Изменение одной стороны треугольника влияет на другие стороны. Дальнейшее уточнение ограничений выделило из содержания качество и действие, превратив качество в четвёртое ограничение.
Ограниченность времени определяется количеством доступного времени для завершения проекта. Ограниченность стоимости определяется бюджетом, выделенным для осуществления проекта. Ограниченность содержания определяется набором действий, необходимых для достижения конечного результата проекта. Эти три ограниченности часто соперничают между собой. Изменение содержания проекта обычно приводит к изменению сроков (времени) и стоимости. Сжатые сроки (время) могут вызвать увеличение стоимости и уменьшение содержания. Небольшой бюджет (стоимость) может вызвать увеличение сроков (времени) и уменьшение содержания.
Иной подход к управлению проектами рассматривает следующие три ограниченности: финансы, время и человеческие ресурсы. При необходимости сократить сроки (время) можно увеличить количество занятых людей для решения проблемы, что непременно приведет к увеличению бюджета (стоимость). За счет того, что эта задача будет решаться быстрее, можно избежать роста бюджета, уменьшая затраты на равную величину в любом другом сегменте проекта.

## Подходы к управлению жизненным циклом продукта
Существует множество подходов к управлению жизненным циклом проекта/продукта в зависимости от типа проекта:
- Предположение о неизменности требований, низких рисках, критичности сроков завершения. В этом случае применяется водопадный жизненный цикл. Для планирования и контроля хорошо применимы методы PERT, метод критического пути, метод освоенного объема, диаграмма Ганта. Основная слабая сторона классического проектного менеджмента — нетолерантность к изменениям. Подход применим к строительным и инженерным проектам, в которых содержание проекта остаётся практически неизменным в течение всего проекта[2].
- Предположение о критичности качества, при этом требования к сроку и ресурсам достаточно гибки (под качеством здесь понимается полнота удовлетворения потребностей, как известных, так и неизвестных заранее, часто создаваемых выходом нового продукта). В этом случае применяются спиральный жизненный цикл, гибкая методология разработки продукта, минимизация администрирования и неформальный подход к управлению проектом. К преимуществам относят гибкость и адаптивность под изменения требований. В качестве недостатков отмечают что гибкость может приводить к потере фокуса, усложнению внесения непредвиденных изменений[2].
- Предположение о высоких неопределенностях и рисках проекта (для инновационных проектов и стартапов). В этом случае применяются подходы управления бережливый стартап, Phase–gate model[англ.], Управление реализацией преимуществ[англ.][3].

## Роли в проекте
Во многих случаях в проекте выделяют роли заказчика, исполнителя (и иногда инвестора или спонсора). Такие роли почти всегда есть для внешних проектов. Для внутренних проектов такое разделение ролей также желательно с целью повышения эффективности при разделении труда и для устранения конфликта интересов при приемке результатов, определения зон ответственности.
Заказчик определяет цель и ограничения проекта и его финансирование.
Исполнитель выполняет проект согласно утвержденному плану.
Заказчик несет ответственность за постановку и актуальность целей и приоритетов, эффективность эксплуатации результатов проектов. Централизацией функций заказчика и управлением портфеля проектов занимается проектный комитет. В строительных организациях для этого выделяют специальную службу единого заказчика.
В случае четкого разделения ролей заказчик-исполнитель целью управления проектом является стабилизация работ и минимизация отклонений от утвержденного заказчиком плана.
Если заказчик и исполнитель находятся в разных организациях, то составляется договор на исполнение проекта. При изменении требований заказчика может быть подписано дополнительное соглашение к договору в рамках ограничений суммарного бюджета программы проектов, оговоренных основным договором.
Для увязывания проекта с интересами бизнеса часто вводят роли куратора (обычно от исполнителя) и иногда спонсора (куратора от заказчика), которые имеют наибольшую осведомленность об интересах бизнеса, имеют право утверждать ключевые изменения в проекте.

## Цель управления проектом и успешность проекта
Успешность проекта различным образом оценивается в разных методиках. Успешность может разным образом оцениваться различными участниками проекта.
Группы оценок успешности:
- Ориентированные на контракт с жесткой фиксацией требований и минимизацией изменений в ходе проекта, например традиционные методологии, в том числе PMBOK: «проект успешен, если выполнен согласно утвержденным критериям: объёму, сроку, качеству». То есть проект успешен, если исполнен и закрыт договор между Заказчиком и Исполнителем (вне зависимости от того, являлся ли он юридическим документом в случае внешних проектов или определялся как-то иначе в случае внутренних проектов). При этом оценка успешности единая как для заказчика так и для исполнителя.
- Ориентированные на удовлетворенность заказчика с гибким управлением требованиями, например гибкие методологии SCRUM: «проект успешен, если заказчик удовлетворен»
- Ориентированные на длительное взаимодействие с Заказчиком: управление программами, направленное на длительное взаимодействие, а не на один проект/контракт. Здесь делается акцент на продолжение сотрудничества Исполнителя с Заказчиком в рамках последующих проектов и иного взаимодействия.
- Сбалансированные, например PRINCE2: «проект успешен при сбалансированности по крайней мере по трем категориям — бизнеса, ориентации на пользователя и технологической зрелости». Здесь делается акцент на финансовой успешности проекта, удовлетворенности пользователей и развитии технологий. Оценка успешности может различаться с точки зрения бизнеса, пользователя и исполнителя. Такие методики оценки чаще используются для внутренних проектов, когда заказчик и исполнитель находятся в одной организации.

Так, например, проект, уложившийся в согласованные сроки и затраты, но не окупившийся по результатам проекта (затраты велики, результат неактуален к окончанию проекта, заказчик не может воспользоваться результатом и т. п.), будет успешен по традиционной методологии, но не успешен по методологии, ориентированной на заказчика. Ответственность за неуспешность такого проекта несет заказчик и, в некоторых случаях, проектный офис либо служба заказчика.
В целом цель управления проектами — достижение заранее определённых целей при заранее известных ограничениях и целесообразном использовании возможностей, реагировании на риски.
Даже при достижении поставленных целей и целесообразности изменений, проект может не соответствовать ожиданиям заинтересованных сторон. В проектах с высоким уровнем изменений требуется управление ожиданиями.

## Корпоративная система управления проектами
В целях решения проблем, связанных с конфликтами целей, приоритетов, сроков, назначений, ресурсов и отчетности в условиях комплексных работ (проектов) создается корпоративная система управления проектами, включающая в себя организационные изменения в компании (офис управления проектами), методологическую базу и информационную систему управления проектами.

## Процедуры управления проектом
Процедуры управления проектом по традиционной методологии
Последовательность процедур управления проектом:
- Определение среды проекта.
- Формулирование проекта.
- Планирование проекта.
- Техническое выполнение проекта (за исключением планирования и контроля).
- Контроль над выполнением проекта.

Процедуры управления проектом по методологии PMI
Основные процедуры и процессы PMI описаны в стандарте PMBOK:
- Определение требований к проекту
- Постановка чётких и достижимых целей
- Балансирование конкурирующих требований по качеству, возможностям, времени и стоимости
- Адаптация спецификаций, планов и подходов для нужд и проблем различных заинтересованных лиц (стейкхолдеров)

Процедуры управления проектом по методологии IPMA
- Системное представление Управления проектами IPMA
- Национальные требования к компетенции специалистов по управлению проектами (НТК)

Процедуры управления проектом по методологии PRINCE2
- Начало проекта (SU).
- Запуск проекта (IP).
- Планирование проекта (PL).
- Управление проектом (DP).
- Контроль стадий (CS).
- Контроль границ стадий (SB).
- Управление производством продукта (MP).
- Завершение проекта (CP).

Прочие процедуры (управление командой, контрактами) вынесены «за рамки» методологии и называются инструментарием менеджера проекта. Кроме того, методология рассматривает «компоненты», которые состоят из Бизнес плана (Business Case), организации, планирования, управления рисками, управления качеством, управление конфигурацией, контроля и управления изменениями.

## План управления проектом
План управления является основным документом, с которого должен начинаться любой проект. План корректируется в течение всего проекта.
В плане управления проектом должно быть отражено: содержание и границы проекта, ключевые вехи проекта, плановый бюджет проекта, предположения и ограничения, требования и стандарты.

## Стандарты управления проектами
Международные стандарты управления проектами
- ISO 10006:2003, Quality management systems — Guidelines for quality management in projects (в России принят как ГОСТ Р ИСО 10006—2005 «Системы менеджмента качества. Руководство по менеджменту качества при проектировании»)
- ISO 21500:2012 Guidance on project management (в России принят как ГОСТ Р ИСО 21500-2014 Руководство по проектному менеджменту)
- ISO 21504:2015 Project, programme and portfolio management — Guidance on portfolio management (в России принят как ГОСТ Р ИСО 21504-2016 «Управление проектами, программами и портфелем проектов. Руководство по управлению портфелем проектов»)
- IEC 61160:2005 Design review (в России принят как ГОСТ Р МЭК 61160-2015 «Проектный менеджмент. Документальный анализ проекта»)
- IEC 62198:2013 Managing risk in projects — Application guidelines (в России принят как ГОСТ Р МЭК 62198-2015 «Проектный менеджмент. Руководство по применению менеджмента риска при проектировании»)

Национальные стандарты управления проектами с расширенной географией применения
- ANSI PMI PMBOK 6th Edition — A Guide to the Project Management Body of Knowledge (PMBOK Guide)
- PRINCE2 (PRojects IN a Controlled Environment)
- ISEB Project Management Syllabus
- Oracle Application Implementation Method (AIM)
- DIN 69900 (Германия) — аналогичен российскому ГОСТ Р 56716-2015 «Проектный менеджмент. Техника сетевого планирования. Общие положения и терминология»
- DIN 69901 (Германия) — аналогичен российской серии ГОСТ Р 56715[4][5][6][7][8]
- DIN 699019 (Германия) — аналогичен российской серии ГОСТ Р 56714[9][10]

Российские стандарты управления проектами
- ГОСТ Р 54869-2011 «Проектный менеджмент. Требования к управлению проектом»
- ГОСТ Р 54870-2011 «Проектный менеджмент. Требования к управлению портфелем проектов»
- ГОСТ Р 54871-2011 «Проектный менеджмент. Требования к управлению программой»

Национальные стандарты управления проектами
- NASA Project Management (США)
- BSI BS 6079, BS 1192, APM Body of Knowledge, OSCEng (Великобритания)
- V-Model (Германия)
- VZPM, Hermes method (Швейцария)
- AFITEP (Франция)
- ANCSPM (Австралия)
- CAN/CSA-ISO 10006-98 (Канада)
- P2M (Япония)
- C-PMBOK (Китай)
- South African NQF4 (ЮАР)
- CEPM (Индия)
- PROMAT (Южная Корея)

### Стандарты оценки компетенции менеджера проекта
- IPMA Individual Competence Baseline (IPMA ICB) (IPMA)
- НТК (Национальные требования к компетентности специалистов) (Россия)
- ГОСТ Р 52807-2007 «Руководство по оценке компетентности менеджеров проектов»
- ГОСТ Р 53892-2010 «Руководство по оценке компетентности менеджеров проектов. Области компетентности и критерии профессионального соответствия»
- PMCDF (США)
- NCB UA (National Competence Baseline, Version 3.0) (Украина)

## Методологии управления проектами
1. Методология PMI, сформулированная в виде стандарта PMBOK, базируется на концепции управления проектами через группу стандартных процессов. Однако последняя версия стандарта PMBOK отражает существенную коррекцию методологии в сторону итеративных методик.
2. Методология IW URM (Unique Reliable Method), разрабатывалась и оттачивалась с тем, чтобы в любом проекте был гарантирован успех — цели клиента достигнуты в оговоренный срок, в рамках определённого бюджета и с необходимым качеством. Для реализации разных типов проектов используется набор различных процедур, документов и технологий, наиболее подходящих для конкретного типа проекта.
3. Процесс управления проектами TenStep помогает менеджерам проектов успешно руководить проектами всех видов. TenStep предлагает пошаговый подход, начинающийся с простейших вещей и заканчивающийся настолько изощренными приемами, насколько это может потребоваться для конкретного проекта, включая шаблоны документов.
4. Методология P2M базируется в ориентированности не на продукт или процессы, а на улучшение организации в результате выполнения проектов. Иными словами, методология описывает, как использовать полученный в результате выполнения проектов опыт для развития компании.
5. SCRUM — методология управления проектами, обычно используется в сфере разработки ПО, но может использоваться и в других производственных отраслях.

## Программное обеспечение
Существует программное обеспечение как для управления проектами, так и управления портфелем проектов.